# Го Сунлін
Го Сунлін (1883 — 24 грудня 1925) — китайський генерал з Фентянської кліки.
Активний учасник громадянської війни у Китаї. Деякий час контролював територію Монголії, але його війська були витіснені звідти азійською кінною дивізією барона Унгерна. Вів переговори із РРФСР.
У 1925 році зрадив свого начальника Чжан Цзоліня і перейшов на бік Фен Юйсяна. Свою групу військ Го Сунлін перейменував на 4-ту Національну армію. Загинув у битві з фентянськими військами.